# Óriás fekete lóantilop
Az óriás fekete lóantilop (Hippotragus niger variani) az emlősök (Mammalia) osztályának párosujjú patások (Artiodactyla) rendjébe, ezen belül a tülkösszarvúak (Bovidae) családjába és a lóantilopformák (Hippotraginae) alcsaládjába tartozó fekete lóantilop (Hippotragus niger) egyik alfaja.

## Kifejlődése
A fekete lóantilop alfajai között végzett mitokondriális DNS-vizsgálatok azt mutatták, hogy az óriás fekete lóantilop a többi alfajtól körülbelül a késő pleisztocén korszakban, azaz 170 000 éve vált le.

## Előfordulása
Az óriás fekete lóantilop kizárólag Angolában, a Kwango és a Luando folyók között él. Azaz ennek az országnak az egyik endemikus állata.
A Természetvédelmi Világszövetség (IUCN) Vörös listája a súlyosan veszélyeztetett fajok közé sorolja.

## Megjelenése
Három éves korig a bika és a tehén egyforma megjelenésű, aztán a bika szőrzete sötétebbé válik. A bika marmagassága 116-142 centiméter és átlagos testtömege 238 kilogramm; a tehén viszont alacsonyabb a bikánál, testtömege csak 220 kg. Mindkét nemnek van szarva; a bikáé 81-165 cm közötti és jobban meg van görbülve, míg a tehéné 61-102 cm. A bika fekete, míg a tehén és a fiatalok gesztenyebarnák. A délebben élő tehenek sötétebbek, mint az északon élők. A szem fölötti rész, az orrtájék, a pofa alsó részei, a hasa és a tükre fehérek. Az újszülött óriás fekete antilop világosbarna színű.

## Életmódja
Általában félénk állat, de ha beszorítják, akkor agresszívvá válhat. A bikák inkább a párzási időszakban válhatnak agresszívvá; ekkor térdre ereszkednek és elkezdenek döfködni. A halálos sebesülések ritkák. Természetes ellenségei az oroszlán, a leopárd, a foltos hiéna és a nílusi krokodil; ezek elől akár 56 km/órás sebességgel is el tud menekülni. Bokorevő állatként a víz melletti erdőket, ligeterdőket és bozótosokat részesíti előnyben. A levelek alkotják táplálékának a 90%-át; ezeket a talajtól 40-140 cm magasságban találja meg.
Az IUCN szerint 2017-ben körülbelül 70-100 egyede létezett. Az állat átlagos élettartama 7 év.

## Képek

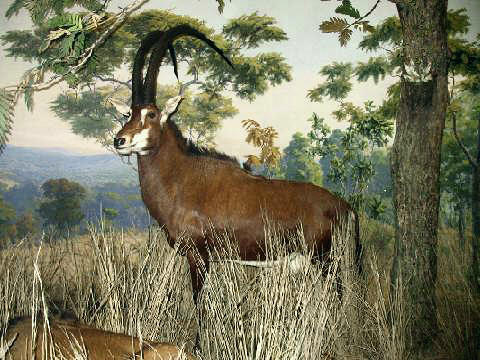
Kitömött példány
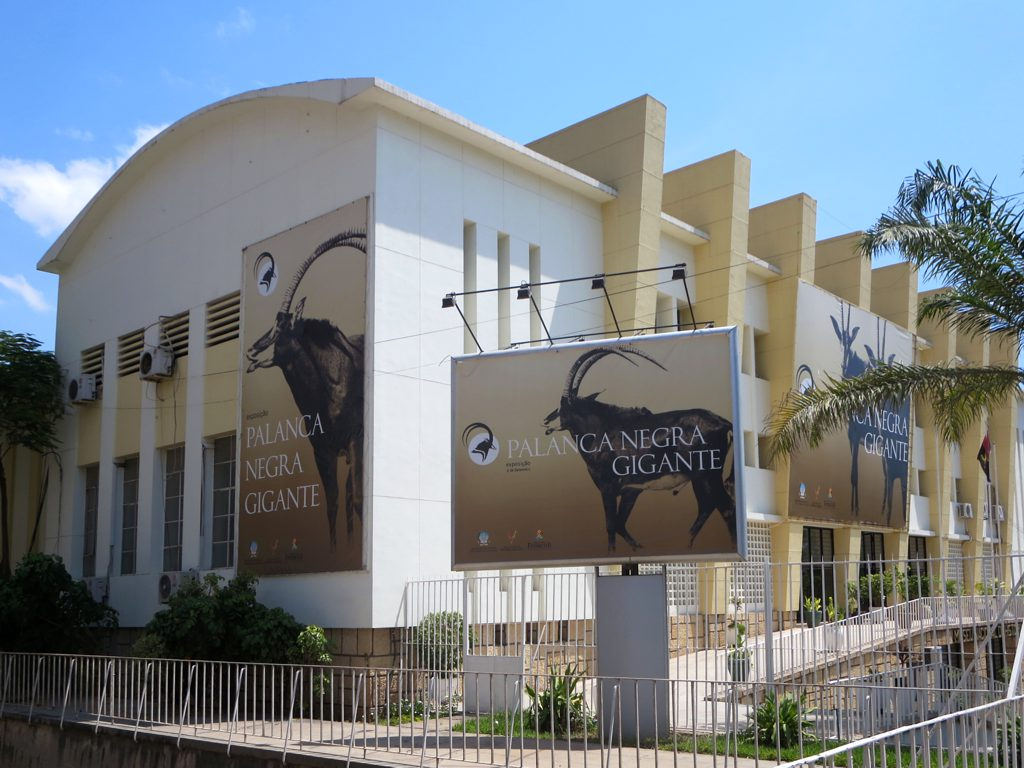
Rajz az állatról

## Fordítás
- Ez a szócikk részben vagy egészben  a   Giant sable antelope című angol Wikipédia-szócikk ezen változatának fordításán alapul.  Az eredeti cikk szerkesztőit annak laptörténete sorolja fel. Ez a jelzés csupán a megfogalmazás eredetét és a szerzői jogokat jelzi, nem szolgál a cikkben szereplő információk forrásmegjelöléseként.